# 黃之瀚
黃之瀚（英語：Alex Nelson Wong，1980年—），華裔出身的美國外交官。2017年任職美国国务院東亞暨太平洋事務局，曾擔任朝鮮事務副助理國務卿。2024年11月22日，美國當選總統當勞·特朗普宣佈提名黃之瀚在第二次特朗普內閣中擔任美国副国家安全顾问。

## 经历
出生於紐約市的一個廣東華人移民家庭，所以懂粵語。父母先由廣州移民到香港，再移民到美國。母亲是房地产经纪人，父亲是一家物流公司的销售经理。
黄之翰与妻子Candice Chiu于2014年4月12日结婚，两人是在哈佛的同学。妻子父母也是来自香港。Candice Chiu于2015年至2024 年，担任美国哥伦比亚特区检察官办公室助理检察官。之前她曾担任美国最高法院法官桑德拉·戴·奧康納和法官索尼娅·索托马约尔的法律助理，以及美国哥伦比亚特区巡回上诉法院法官布雷特·卡瓦諾的法律助理。
黃之翰先後從賓夕法尼亞大學取得英語文學和法語學士和從哈佛法學院取得法律博士。他曾於華府一所國際律師行執業，從事貿易與合規等範疇。2007年至2009年間曾任美國國務院伊拉克法治顧問。在2012年美國總統選舉期間，他參與共和黨總統候選人米特·羅姆尼的競選團隊，擔任外交與法律政策總監。後來成為參議員湯姆·卡頓的外交政策和法律顧問。
2016年美國大選後，他獲政治任命成為東亞暨太平洋事務局地區多邊關係副助卿，包括制定「印度─太平洋戰略」下的政策等，任內曾經協調美國總統特朗普與朝鮮領袖金正恩的峰會談判。
2018年3月，黄之瀚以美国副助理国务卿身份访问台湾，与总统蔡英文在台北的台湾美国商会见面，成为《台湾旅行法》通过后首位访台的美方高级官员。
2020年，经参议院外交委员会提名并一致通过，出任美国驻联合国特别政治事务大使，负责代表美国处理联合国安理会的各项事务。
拜登在任期间，黄之瀚在国会美中经济与安全审查委员会（USCC）中任职。黄特别关注中国试图在技术领域超越美国的战略，尤其是在人工智能和军事领域。
黃之瀚是华府智库哈德遜研究所的高级研究员，研究领域涵盖美国国家安全政策和外交事务，特别聚焦于美国在印太地区的战略以及朝鲜半岛的未来发展。
2025年1月20日擔任副国家安全顾问；同年5月1日，受美国政府Signal群组泄露事件影響，黃之瀚不再擔任副国家安全顾问。

## 朝鲜半岛政策
黄之瀚在特朗普政府第一任期的主要政策作品是设计了川普引以为傲的“特金会”。黄之瀚积极推动元首外交，除了川普个人的偏好外，他认为朝鲜政府内部存在着严重的倾轧争斗现象，因此不如绕过外交当局等官僚组织直接与金正恩沟通。

## 中美关系立场
黃被指對中國共產黨立場強硬。
他在2012年擔任美國共和黨總統候選人米特·羅姆尼競選團隊的外交與法律政策總監，當時曾批評前總統巴拉克·奧巴馬對華政策軟弱。
2018年3月20日至22日，成為《台灣旅行法》通過以後第一位訪問台灣的美國高級外交官，期間會中華民國總統蔡英文，並發表演講盛讚台灣是民主典範，美國也會根據價值觀外交而努力捍衛。他認為美台關係不是交易，而是深植於雙邊共同的長久價值。
2018年4月2日印太戰略簡報會議上，黃強調印太戰略當中「自由」和「開放」兩個概念。
在2022年2月的一場國會聽證會上，黃重點談及中國網絡能力的迅速發展及其對美國國家安全的影響。
2022年11月，黃之瀚以美中經濟暨安全檢討委員會主席身分發表年度報告指出：「中國共產黨總書記習近平希望在20大召開之前順利度過這一年，然而事與願違，中國持續應對新冠，這帶來一系列嚴苛的封城；中國的經濟也在放緩，清零政策導致房地產市場萎靡；中國與自由世界的緊張關係進一步加劇」。
2023年10月16日，黃之瀚在哈德遜研究所發表文章《與中國的競爭：關於终局的辯論》，探討美國對華戰略的最終目標。他認為，中共將合法性建立在利用自由國際秩序及削弱美國利益之上，美國的防禦措施，如加強軍事存在、維護國際法、保護技術和投資等，勢必挑戰中共合法性，並引發激烈反應。黃指出，美中競爭比美蘇冷戰更複雜危險，幾乎沒有空間透過代理人進行間接的冷戰式競爭，可能導致直接軍事衝突，美國須做好應對準備。

## 外部連結
- . Ronald Reagan Presidential Foundation and Library. 2023-10-16  [2024-11-25]. （原始内容存档于2024-12-02）.

| 美國政府职务         | 美國政府职务                | 美國政府职务 |
| -------------------- | --------------------------- | ------------ |
| 前任者： 喬納森·芬納 | 美國副國家安全顧問 2025年－ | 繼任者：     |